# 4ª Brigata fucilieri motorizzata
La 4ª Brigata autonoma fucilieri motorizzata (in russo 4-я отдельная мотострелковая бригада?, 4-ja otdel'naja motostrelkovaja brigada, unità militare 40318, in precedenza 74347) è un'unità di fanteria meccanizzata delle Forze terrestri russe, subordinata alla 3ª Armata combinata delle guardie del Distretto militare meridionale e con base a Chrustal'nyj.

## Storia
La brigata è stata costituita nel 2014 ad Alčevs'k, in seguito allo scoppio della guerra del Donbass, sulla base dei battaglioni di milizie separatiste della Repubblica Popolare di Lugansk "Lešyj", "Vitjaz", "Rus", "Modžached", "Odessa" e del gruppo di reazione rapida "Batman". Il comando dell'unità è stato assegnato al colonnello delle Forze armate russe Pëtr Bolgarev. Il 1º gennaio 2015 nei pressi di Lutuhyne è stato ucciso a colpi di arma da fuoco il capo di stato maggiore della brigata, e comandante del gruppo "Batman", Aleksandr Bednov. Nel 2016 la milizia separatista "Prizrak" è stata inglobata nella brigata, diventando il 14º Battaglione fucilieri motorizzato. Nel giugno 2017 la brigata ha preso parte ai combattimenti per il villaggio di Žobolok, scontrandosi con la 93ª Brigata meccanizzata ucraina e venendo respinta con perdite.

### Invasione russa dell'Ucraina

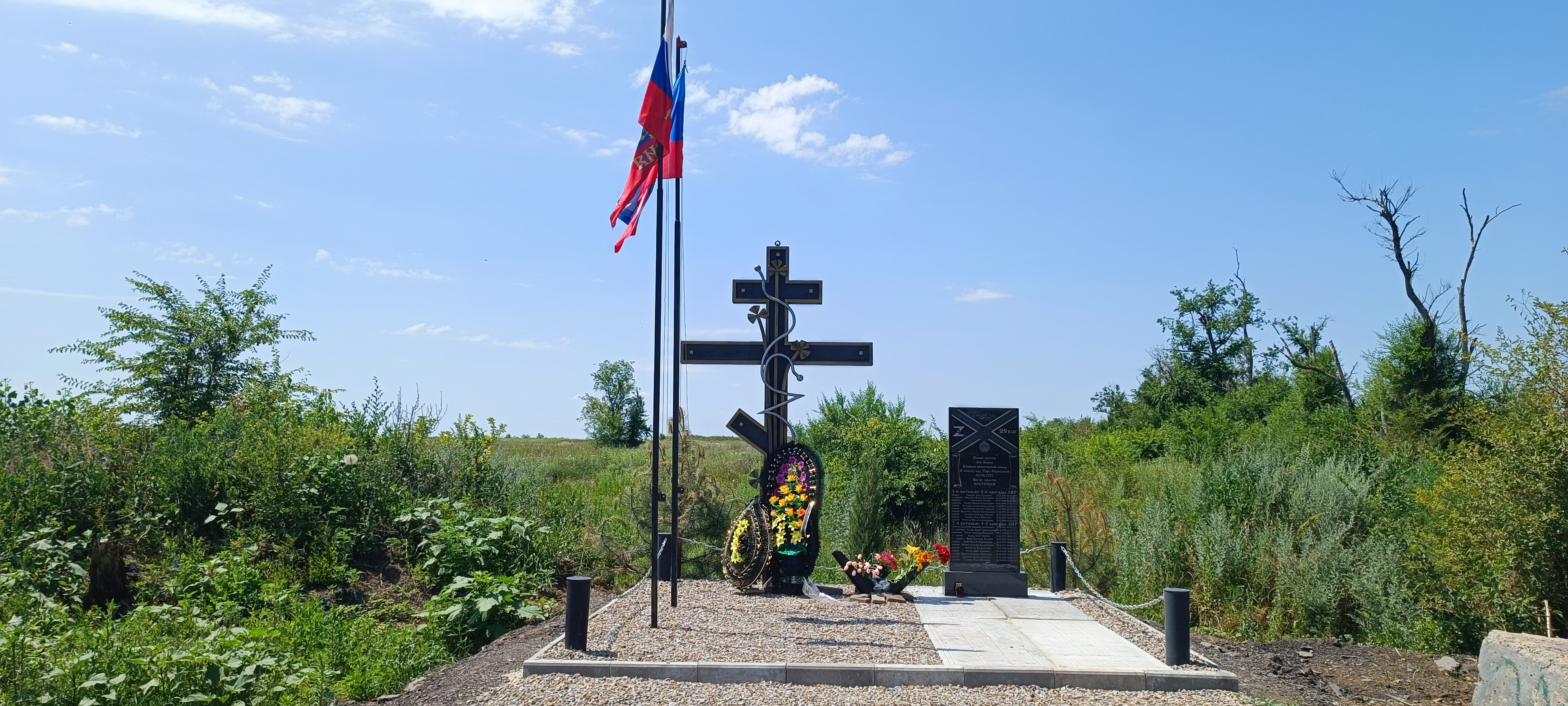
Monumento ai caduti del 1º e del 2º battaglione della brigata

Durante l'invasione russa dell'Ucraina del 2022 la brigata ha combattuto presso alcuni insediamenti a sud di Lysyčans'k, venendo poi schierata nel settore di Kreminna. L'11 e il 12 maggio il comandante del gruppo d'artiglieria della brigata, tenente colonnello Roman Medvedev, e il comandante di uno dei battaglioni, maggiore Roman Suchonosov, sono stati uccisi in combattimento al fronte. Alla fine del 2022 tutte le milizie del Donbass sono state integrate organicamente nell'esercito regolare russo, venendo subordinate all'8ª Armata combinata. A partire da maggio 2023 è stata impiegata nella battaglia di Bachmut, sostituendo elementi del Gruppo Wagner e subendo pesanti perdite fra cui il comandante e il capo di stato maggiore, colonnelli Vjačeslav Makarov e Evgenij Tichno. Per mantenere la capacità operativa ha integrato nel proprio organico il 204º Reggimento fucilieri motorizzato, reclutato sul territorio della RPL. Alla fine di luglio la brigata, ricostituita anche grazie al personale mobilitato in Russia, ha effettuato un contrattacco in direzione di Kliščiїvka insieme all'83ª Brigata d'assalto aereo, venendo respinta dalla 17ª Brigata corazzata. Nelle settimane successive la brigata ha continuato a subire perdite a causa della controffensiva ucraina sul fianco meridionale di Bachmut, dovendo ritirarsi verso Opytne. Nel maggio 2024 la brigata è tornata ad operare nei pressi di Ivanivs'ke, venendo successivamente impiegata nell'offensiva russa contro Časiv Jar. Nei mesi seguenti ha continuato a combattere in direzione della città, cercando di prendere posizione a ovest del canale Donec-Donbass.

## Struttura
- Comando di brigata[1]
- 1º Battaglione fucilieri motorizzato
- 2º Battaglione fucilieri motorizzato "Šustroj"
- 3º Battaglione fucilieri motorizzato
- 14º Battaglione fucilieri motorizzato "Prizrak"[4]
- Battaglione corazzato
- Gruppo d'artiglieria
  - Battaglione artiglieria campale (2A36 Giatsint-B)
  - Battaglione artiglieria semovente (2S4 Tyulpan)
  - Battaglione artiglieria lanciarazzi (BM-30 Smerch)
- Battaglione artiglieria missilistica contraerei
- Compagnia ricognizione
- Compagnia genio
- Compagnia comunicazioni
- Compagnia logistica
- Compagnia manutenzione
- Compagnia medica
- Plotone cecchini

## Comandanti
- Colonnello Pëtr Bolgarev (2014 - 2016)[2]
- Colonnello Vjačeslav Makarov (dicembre 2022 - maggio 2023) †[21]
- Maggior generale Anton Grunis (maggio 2023 - in carica)[22]